# Óvalo Aorangi
El Óvalo Aorangi (en inglés: Aorangi Oval también conocido como South Canterbury Athletic Club Ground) es un campo de críquet en Timaru, Canterbury, en Nueva Zelanda. El primer partido registrado celebrado en ese espacio se produjo en 1881 cuando el equipo South Canterbury jugó el touring Australians. 
La Lista A de críquet se celebró por primera vez allí en la Copa Shell desde 1980 hasta 1981, cuando Canterbury jugó con Wellington. Hasta la fecha, la espacio ha celebrado un total de quince partidos de la Lista A. 